# تری‌مکائین
تری‌مکائین (به انگلیسی: Trimecaine) یک بی حس‌کننده موضعی و یک داروی آنتی آریتمی قلبی با شناسه پاب‌کم ۱۲۰۲۸ است. 